# دنیس گوتفرید
دنیس گوتفرید (اوکراینی: Денис Рудольфович Готфрід؛ زادهٔ ۵ فوریه ۱۹۷۵) وزنه‌بردار سابق اهل اوکراین است.
وی در مسابقات کشوری و بین‌المللی در مجموع برندهٔ ۴ مدال طلا، ۲ مدال نقره، ۲ مدال برنز شده‌است.